# Power of Shine/MOON〜月光〜ATTACK
「Power of Shine/MOON〜月光〜ATTACK」（パワー・オブ・シャイン/ムーン・げっこう・アタック）は、2010年10月21日にマーベラスエンターテイメントから発売されたシングル。

## 概要
テレビアニメ『ハートキャッチプリキュア!』のキャラクターソングを収録している。『ハートキャッチプリキュア!』のCDとしては、前作「Tomorrow Song 〜あしたのうた〜」から約2ヶ月でのリリース。全2曲の「Power of Shine」、「MOON〜月光〜ATTACK」は、同アニメの新たな挿入歌として使用され、桑島法子と久川綾が歌っている。CDジャケットには、キュアサンシャイン、キュアムーンライトが描かれている。初回限定封入特典にジャケットサイズステッカーがある。

## 収録曲
1. Power of Shine [4:11]
歌：明堂院いつき/キュアサンシャイン（桑島法子）
作詞：六ツ見純代、作曲：高梨康治、編曲：藤澤健至
  - ABC系テレビアニメ『ハートキャッチプリキュア!』第46話挿入歌
2. MOON〜月光〜ATTACK [4:28]
歌：月影ゆり/キュアムーンライト（久川綾）
作詞：六ツ見純代、作曲：高梨康治、編曲：藤澤健至
  - ABC系テレビアニメ『ハートキャッチプリキュア!』第35話、第47話挿入歌
3. Power of Shine（オリジナル・カラオケ）
4. MOON〜月光〜ATTACK（オリジナル・カラオケ）